# Peziza sterigmatizans
Peziza sterigmatizans är en svampart som beskrevs av W. Phillips 1879. Peziza sterigmatizans ingår i släktet Peziza och familjen Pezizaceae.   Inga underarter finns listade i Catalogue of Life.